# Molino di Bascio
Molino di Bascio é uma frazione do comune de Pennabilli, Província de Pesaro e Urbino, Itália.
Esta localidade é a terra natal do frade capuchinho Matteo da Bascio.